# Tabu (Schauspielerin)

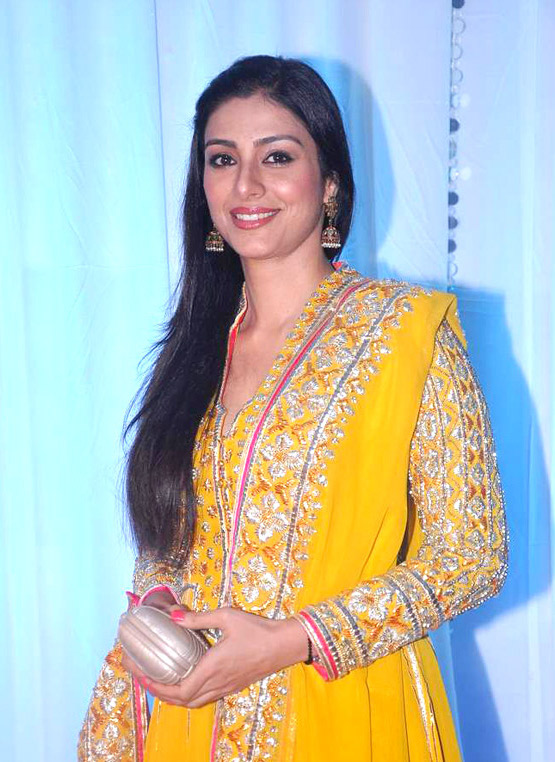
Tabassum Hashmi

Tabu (Hindi तब्बू Tabbū; * 4. November 1970 in Hyderabad, Andhra Pradesh; bürgerlicher Name: Tabassum Hashmi) ist eine indische Filmschauspielerin des Hindi-Films.

## Leben
Von einigen Ausnahmen abgesehen, ist Tabu vor allem dafür bekannt, Figuren in künstlerischen Filmen mit einem niedrigen Budget darzustellen, die zwar von Filmkritikern gelobt werden, jedoch nicht viel Geld einspielen (wie zum Beispiel in M. F. Husains Meenaxi: A Tale of Three Cities oder Maqbool).
Sie ist die Nichte von Shabana Azmi und die jüngere Schwester der Schauspielerin Farha.
2018 wurde sie in die Academy of Motion Picture Arts and Sciences berufen, die jährlich die Oscars vergibt.

## Auszeichnungen
Tabu hat den National Film Award als Beste Schauspielerin zwei Mal gewonnen – einmal für Maachis (1996) und für Chandni Bar (2001). Sie hat außerdem drei Filmfare Awards für die Beste Darbietung für Virasat (1997), Hu Tu Tu (1999), und Astitva (2000) gewonnen und im Jahr 1995 den Filmfare Award für den Besten Newcomer. 2014 gewann Tabu den Stardust Award für die Beste Nebendarstellerin in Haider, welches eine Adaption von William Shakespeares Hamlet ist.

## Filmografie (Auswahl)
- 1985: Hum Naujawan
- 1991: Coolie No. 1
- 1994: Pehla Pehla Pyaar
- 1994: Vijaypath
- 1995: Haqeeqat
- 1995: Prem
- 1995: Saajan Ki Baahon Mein
- 1995: Sisindri
- 1996: Himmat
- 1996: Jeet
- 1996: Kadhal Desam
- 1996: Kala Pani
- 1996: Maachis
- 1996: Ninne Pelladatha
- 1996: Saajan Chale Sasural
- 1996: Tu Chor Main Sipahi
- 1997: Border
- 1997: Darmiyan
- 1997: Iruvar
- 1997: Virasat
- 1998: 2001: Do Hazaar Ek
- 1998: Aavida Maa Aavide
- 1998: Chachi 420
- 1998: Hanuman – Im Königreich der Affen (Hanuman)
- 1999: Biwi No. 1
- 1999: Hu Tu Tu
- 1999: Hum Saath-Saath Hain: We Stand United
- 1999: Kohram: The Explosion
- 1999: Thakshak
- 2000: Astitva
- 2000: Biwi No. 2
- 2000: Cover Story
- 2000: Dil Pe Mat Le Yaar
- 2000: Ghaath
- 2000: Hera Pheri
- 2000: Kandukondain Kandukondain
- 2000: Shikari
- 2000: Snegithiye
- 2000: Tarkieb
- 2001: Aamdani Atthanni Kharcha Rupaiya
- 2001: Chandni Bar
- 2001: Dil Ne Phir Yaad Kiya
- 2002: Filhaal …
- 2002: Maa Tujhhe Salaam
- 2002: Saathiya – Sehnsucht nach dir (Saathiya)
- 2002: Zindagi Khoobsoorat Hai
- 2003: Abar Aranye
- 2003: Hawa
- 2003: Jaal: The Trap
- 2003: Khanjar: The Knife
- 2004: Ich bin immer für Dich da! (Main Hoon Na) (Cameo-Auftritt)
- 2004: Maqbool – Der Pate von Mumbai (Maqbool)
- 2004: Meenaxi: Tale of 3 Cities
- 2005: Bhaggmati – The Queen Of Fortunes
- 2005: Silsilay
- 2006: Shock
- 2006: Cheeni Kum
- 2006: Fanaa
- 2006: Jeetenge Hum
- 2006: Sarhad Paar
- 2006: Namesake – Zwei Welten, eine Reise (The Namesake)
- 2006: Phir Hera Pheri
- 2007: Om Shanti Om (Cameo-Auftritt)
- 2008: Idhi Sangati
- 2008: Pandurangadu
- 2012: Life of Pi: Schiffbruch mit Tiger (Life of Pi)
- 2013: David
- 2014: Jai Ho
- 2014: Haider
- 2015: Drishyam
- 2016: Fitoor
- 2024: Dune: Prophecy (Fernsehserie)